# Celine Dion Live 2018
Il Celine Dion Live 2018 è stato il tredicesimo tour di concerti della cantante canadese Celine Dion a supporto del suo greatest hits The Best So Far... 2018 Tour Edition (2018).  
Questo tour ha segnato il ritorno della Dion in Asia e Oceania a dieci anni di distanza dall'ultima volta, ovvero il Taking Chances World Tour del 2008.

## Informazioni sul Tour
Inizialmente il tour era stato pianificato per supportare l'album in lingua inglese Loved Me Back to Life e doveva svolgersi a ottobre e novembre 2014.
Erano state programmate diverse date in Giappone, Filippine, Cina, Taiwan, Corea del Sud, Malaysia e Tailandia.  Il 13 agosto 2014, la Dion ha annunciato che il tour è stato cancellato a causa della malattia in corso del marito e manager, René Angélil,e di problemi familiari.
Il 10 gennaio 2018, la Dion ha tenuto una conferenza stampa al Caesars Palace di Las Vegas, dove ha annunciato il tour ai giornalisti. Ha detto che visiterà Giappone, Taiwan, Singapore, Indonesia, Tailandia, Cina e Filippine . Ad eccezione di Giappone e Cina,  è stata la prima volta della Dion in questi paesi.  Il 25 gennaio 2018 è stata aggiunta una terza data a Taipei a causa dell'enorme richiesta. Il 12 Febbraio 2018, è stata aggiunta una seconda data a Manila.
Il 1º febbraio 2018 sono state annunciate le tappe in Australia e Nuova Zelanda.
Il 14 febbraio 2018, altre date a Sydney, Melbourne e Auckland sono state aggiunte.
Il 19 febbraio 2018 è stata aggiunta un'altra data a Brisbane.
L'11 marzo 2018 è stato annunciato che la Dion si esibirà in un terzo concerto ad Auckland il 14 agosto 2018.

## Scaletta
1. "The Power of Love"
2. "That's the Way It Is"
3. "I'm Alive"
4. "Because You Loved Me"
5. "It's All Coming Back to Me Now"
6. "Beauty and the Beast" (con Barnev Valsaint)
7. "Ashes"
8. "Think Twice"
9. "Falling into You"
10. "The Reason"
11. "Pour que tu m'aimes encore"
12. "Recovering"
13. "All by Myself"
14. String Medley: "At Seventeen/A New Day Has Come/Unison"
15. "To Love You More"
16. Medley: "Uptown Funk/Don't Stop 'Til You Get Enough/We Are Family/Groove Is in the Heart/Sex Machine" (by backup singers)
17. Medley: "Kiss/Purple Rain"
18. "Love Can Move Mountains"
19. "River Deep, Mountain High""
20. "My Heart Will Go On"